# Località Boschetto
Località Boschetto este o arie protejată (arie specială de conservare — SAC, sit de importanță comunitară — SCI) din Italia întinsă pe o suprafață de 544 ha, integral pe uscat.

## Localizare
Centrul sitului Località Boschetto este situat la coordonatele 41°33′46″N 14°52′18″E / 41.562778°N 14.871667°E.

## Înființare
Situl Località Boschetto a fost declarat sit de importanță comunitară în septembrie 1995 pentru a proteja 1 specie de plante. Situl a fost protejat și ca arie specială de conservare în martie 2017.

## Biodiversitate
Situată în ecoregiunea mediteraneană, aria protejată conține 3 habitate naturale: Pseudostepă cu ierburi și specii anuale de Thero-Brachypodietea, Pajiști uscate seminaturale și facies de acoperire cu tufișuri pe substraturi calcaroase (Festuco-Brometalia) (* situri importante pentru orhidee), Păduri de stejar alb estice.
La baza desemnării sitului se află o specie protejată de  plante: Stipa austroitalica.
Pe lângă speciile protejate, pe teritoriul sitului au mai fost identificate 3 specii de plante.